# Nagyközség (önkormányzati rendszer)
A nagyközség a községek egyik jogi kategóriája Magyarországon. Jellemzően a nagy- és óriásfalvak jogállása.
A Magyarország helyi önkormányzatairól szóló 2011. évi CLXXXIX. törvény 20. § (2) szerint a nagyközségi címet azok a községi önkormányzatok használhatják, amelyek a törvény hatálybalépésekor nagyközségi címmel rendelkeztek, továbbá azok, amelyek területén legalább 3000 lakos él.

## Története és jellemzői
1990 után azon települések képviselő-testületei használhatják a nagyközségi címet, amelyek az új Önkormányzati törvény hatályba lépése előtt a tanácsrendszerben nagyközségi tanácsok voltak, továbbá azok is, amelyek területén legalább ötezer lakos él.
Ez a szabályozás azonban egyik kritérium tekintetében sem egyértelmű. Egyrészt nem teszi világossá, hogy a korábbi nagyközségi közös tanácsok községei közül csak a székhely, vagy valamennyi társközség jogosult-e a cím használatára, esetleg egyikük sem. Így a jelenleg nyilvántartott nagyközségek között van olyan, amely 1990-ben nagyközségi közös tanács nem székhely társközsége volt, viszont több olyan község nem használja a nagyközségi címet, amely 1990-ben nagyközségi közös tanács székhelye volt és önálló jegyzőt tart. Másrészt a képviselő-testület hatáskörébe utalja az 5000 fős népességi küszöb elérésének megállapítását.
Az Önkormányzati törvény 1994-es módosítása további feltételhez kötötte a nagyközségi cím használatát. Eszerint ha a körjegyzőség székhelye nagyközség, a körjegyzői feladatokat a nagyközségi jegyző a polgármesteri hivatal bevonásával látja el. Ez azt jelenti, hogy ha egy nagyközség más községekkel körjegyzőségbe lép és nem tud megfelelni e szabálynak, akkor megszűnik a joga a cím használatára.
A nagyközségekről az önkormányzatok ügyeiért felelős minisztérium nyilvántartást vezet és a Központi Statisztikai Hivatal a Magyar Köztársaság Helységnévkönyvében közreadja azt.
Magyarországon 2010. január 1-jén 119 nagyközség volt, ahol összesen 463 ezer ember élt. A nagyközségek száma 1990-hez képest elsősorban a várossá nyilvánítások nagy száma (1990 és 2010 között 164) miatt csökkent. 2013. július 15-én a 119 nagyközségből 14-et (4 községgel együtt) várossá nyilvánítottak.